# Том Бомбадил
Том Бомбадил е герой от „Властелинът на пръстените“. Той живее в старата гората югоизточно от Графството. Твърди, че живее в Средната земя много преди злото на Саурон да се появи там. Той спасява хобитите от Стария Върбалан (един от най-старите хуорни из Средната земя), след което ги завежда в къщата си. Там, заедно със съпругата си Златоронка (позната и като Дъщерята на реката), ги настанява и им помага да възвърнат своите сили и кураж за следващите приключения. Междувременно им помага и в схватката им с могилната твар. Фродо е впечатлен от неговата сила и му предлага Единствения пръстен, но Том Бомбадил отказва. Слави се със своите рими, които притежават чародейна сила и са най-могъщи във Ветроклин. Гандалф споменава, че извън нея Том Бомбадил не е толкова могъщ.
Герой е и на две стихотворения от стихосбирката на Толкин озаглавена „Приключенията на Том Бомбадил“.